# 汪槱生
汪槱生（1928年8月27日—2025年8月4日），男，浙江杭州人，中国电力电子技术专家，浙江大学教授、博士生导师。现任浙江大学电力电子应用技术国家工程研究中心技术委员会主任。

## 生平
1950年毕业于浙江大学电机系，后一直在浙大电机系任教。曾任国务院学位委员会第一、第二届学科评议组成员，中共十二大代表，第二、三届全国人大代表。

## 学术贡献
1970年研制成功中国第一台大功率晶闸管并联逆变式中频感应加热电源，并领导研制了模拟控制、单片机控制、全集成电路控制和模块控制的中频感应加热电源，超音频及高频感应加热电源，将中频感应加热电源的应用范围从熔炼扩展到透热、热处理、焊接各方面。

## 奖项和荣誉
1958年参加了双水内冷电机研究，获国家发明一等奖、国家科技进步一等奖。
1970年代系列研究获全国科学大会奖、国家教委优秀科技成果奖、浙江省重大贡献奖。
1994年当选为中国首批中国工程院院士。